# Zenobia (Sala)
Zenobia es el título de un “dramma per musica” que el italiano Pietro Metastasio (1698 – 1782) escribió como poeta oficial del Emperador de Austria. El libreto hace el número decimoctavo de los 27 que escribió Metastasio, situándose entre  Temístocles (1736) y  Atilio Régulo  (1740). El texto fue encargado para que sirviera de libreto a la ópera homónima del compositor Giovanni Bononcini (Módena, 1670 – Viena, 1747).

## Composición
Metastasio se basó en un libreto de Apostolo Zeno titulado Zenobia en Palmira, que a su vez utilizó los trabajos del historiador latino Tácito, concretamente del libro XII de sus Anales. Este tema ya había sido musicado anteriormente por otros compositores como Fortunato Chelleri (1709) y Leonardo Leo (1725).
La obra, cantada en italiano y dividida en tres actos, se estrenó en el Teatro del Palacio Imperial La Favorita de Laxenburg (Viena), con motivo del cumpleaños de la emperatriz Isabel Cristina de Brunswick-Wolfenbüttel, esposa del emperador Carlos VI, el 28 de agosto de 1737. 

## Estreno

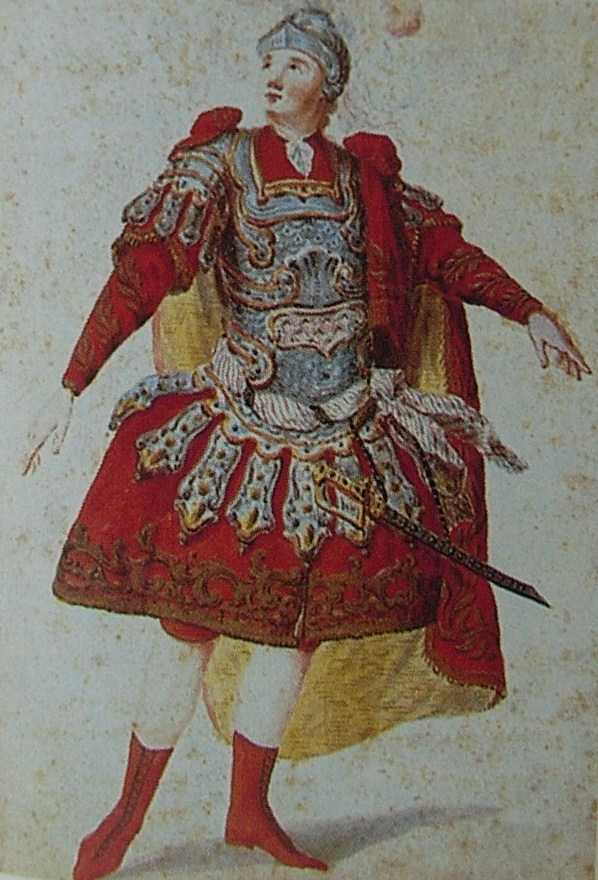
El tenor Anton Raaff.

En 1761 el compositor italiano Nicola Sala (Tocco Caudio, 1713 – Nápoles, 1801), compuso sobre el mismo texto de Metastasio una ópera homónima, cantada en italiano y dividida en tres actos, cuyo estreno tuvo lugar en el Teatro de San Carlos de Nápoles, el 12 de enero.

## Personajes
| Personaje                         | Tesitura   | Reparto el 12 de enero de 1761 Director: Domenico de Miccio |
| --------------------------------- | ---------- | ----------------------------------------------------------- |
| Zenobia, princesa armenia.        | soprano    | Clementina Spagnoli (La Spagnoletta)                        |
| Tiridate, príncipe parto.         | sopranista | Luigi Costa                                                 |
| Radamisto, príncipe íbero.        | castrato   | Tommaso Guarducci)                                          |
| Egle, pastora                     | soprano    | Caterina Flavis                                             |
| Zopiro, falso amigo de Radamisto. | tenor      | Giuseppe Luigi Tibaldi                                      |
| Mitrane, amigo de Tiridate.       | tenor      | Anton Raaff                                                 |
| Farasmane                         | bajo       | Salvatore Consorti                                          |

En esta versión de Porpora aparece un nuevo personaje, Farasmane, que no figuraba en el original de Metastasio.
La escenografía estuvo a cargo de Vincenzo Re.

## Argumento

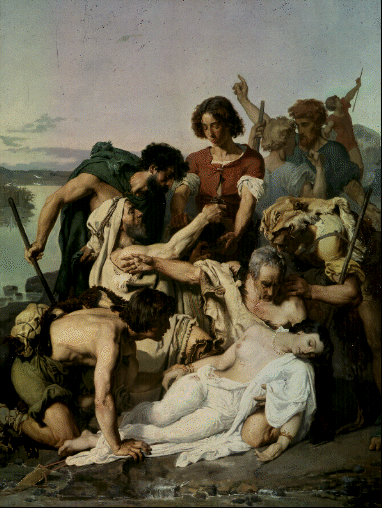
Zenobia es rescatada por unos pastores a orillas del río Aras, óleo de Paul Baudry (1848).

La virtuosa Zenobia, hija de Mitrídates, rey de Armenia, ama en secreto a Tiridate, hermano del rey de Partia. Sin embargo, obedeciendo a un mandato paterno, se une secretamente en matrimonio con Radamisto, hijo de Farasmane, rey de Iberia. 
El rey Mitrídates es asesinado al poco tiempo de la boda y Radamisto es acusado del magnicidio, aunque en realidad el culpable es Farasmane, enemigo de su propio hijo. Perseguido por los armenios y acusado por su propio padre, Radamisto huye al verse abandonado de todos. Sólo su fiel Zenobia le acompañará en el exilio.
Al llegar al río Aras y extenuada por la dura huida, Zenobia pide a su esposo que la mate antes que dejarla abandonada y a merced de sus perseguidores. En esta triste tesitura se encuentra Radamisto cuando a lo lejos aparecen los estandartes de Tiridate que, ignorante de su unión secreta con Radamisto, pretende rescatar a su amada Zenobia.
Radamisto, desesperado ante la posibilidad de verla en brazos de Tiridate, hiere a Zenobia y a sí mismo, con la intención de acabar con sus vidas, pero, debilitado por la huida, sus golpes no son mortales. Quedan, pues, ambos malheridos: él en la orilla y ella sobre las aguas del río. Radamisto, oculto en unos matorrales, esquiva la búsqueda de sus perseguidores, siendo finalmente ayudado por una mano amiga. Ella, arrastrada por la corriente, es salvada por una caritativa pastorcilla que, llevándola a su cabaña, le prodiga todo tipo de cuidados.
Los signos de tan grande fidelidad por parte de Zenobia sorprenden de tal forma a Tiridate que, pese a poder apoderarse de ella y esclavizar a Radamisto ocupando así el trono de Armenia, concede la libertad a ambos cónyuges restableciéndolos en el perdido trono.

## Influencia
Metastasio tuvo gran influencia sobre los compositores de ópera desde principios del siglo XVIII a comienzos del siglo XIX. Los teatros de más renombre representaron en este período obras del ilustre italiano, y los compositores musicalizaron los libretos que el público esperaba ansioso. “Zenobia” fue utilizada por más de veinte compositores como libreto para sus óperas.